# جامعة المصطفى العالمية
جامعة المصطفى العالمية هي مؤسسة تعليمية بحثية إيرانية ذات رؤية دينية، تمارس نشاطاتها منذ عقدين من الزمن، وتخرّج منها حوالي 18 ألف طالب وطالبة من مختلف بلدان العالم، كما تمكّنت من تأسيس عشرات الفروع في أرجاء العالم، واستحداث أكثر من 150 فرعًا دراسيًا لمراحل البكالوريوس والماجستير والدكتوراه، ويصل الكادر التعليمي بها لأكثر من 2000 أستاذ وعضو في الهيئة العلمية في الداخل والخارج، وتهدف الجامعة للاستعانة بالتراث العلمي الحوزوي، ومزجه بالمعطيات العلمية الحديثة، لتقديم مزيج من العلوم الإسلامية والإنسانية للطلاب في مختلف البلدان.

## نبذة تاريخية
إنَّ المركز العالمي للدراسات الإسلامية، هو مؤسسة تعليمية وتحقيقية، تحمل طابعًا حوزويًا وجامعيًا، وإنَّ هذه الجامعة غير الحكومية، هي حصيلة تجارب ألف سنة من عمر الحوزات العلمية، وقد جُهزت في الوقت الحالي بمختلف العلوم العصرية، كما أنَّها تتكفل بوظيفة تدريس العلوم الإسلامية والإنسانية للطلبة الأجانب. ولقد كان حضور الطلبة الأجانب في حوزة قم العلمية قبل انتصار الثورة الإسلامية، بصورة انفرادية بالإضافة إلى أنَّها غير منظّمة ومصحوبة بالمتاعب، وبعد انتصار الثورة الإسلامية وتعيين النظام الإسلامي، ازدادت اعداد الدارسين للعلوم الدينية في هذه الحوزة، كما أنَّ المسؤولين وأعلام الحوزة شيّدوا مؤسسة (مجلس كفالة الطلبة الأجانب)؛ بهدف خدمة هؤلاء الطلبة، وتنظيم أمورهم الدراسية والمعيشية. إنَّ هذا المجلس بدأ أعماله في شهر شهريور عام 1358 ه.ش، وإنَّ تأسيس هذا المجلس، يعتبر الخطوة الثانية في عملية تنظيم القسم الخاص بطلبة الحوزة العلمية الأجانب، كما أن عمل هذا المجلس استمر إلى عام 1365، وفي هذا العام نفسه، ومن خلال التحولات في هيكلية ومساحة الحوزة، اُنيطت مهمّة مجلس الكفالة إلى ما يُسمّى بـ(المركز العالمي للدراسات الإسلامية).
وحتى عام 1372ش كان المركز العالمي للدراسات الإسلامية يُدار بالطريقة التقليدية المنتشرة في الحوزات العلمية، ومنذ ذلك التاريخ حتى الآن خرج المركز من حالة اللامركزية وأصبحت أعماله تُدار تحت إشراف علي الخامنئي؛ وذلك من خلال تعيين المدراء من قبله.
كما أنَّ النظام التعليمي والمستمسكات المتعلقة بالمركز، موضع تأييد كلّ من وزارة العلوم والبحوث والتكنولوجيا، وأنَّ المركز الرئيسي للجامعة، هو مدينة قم، وكذلك تنشط شعبها في كلّ من مدينة طهران، ومشهد وإصفهان، وبعض المدن الأخرى.

## بعض المراكز التابعة لجامعة المصطفى في إيران
- مركز تعليم اللغة والمعارف الإسلامية.
- مجمع الفقه العالي.
- مجمع الإمام الخميني للدراسات العليا.
- مؤسسة المذاهب الإسلامية للدراسات العليا.
- مؤسسة العلوم الإسلامية العليا.
- مؤسسة بنت الهدى للدراسات العليا (خاصة بالنساء).
- مؤسسة الدراسات القصيرة والفرص الدراسية.
- جامعة المصطفى المفتوحة، (خاصة بالدراسات غير الحضورية).
- مركز المصطفى العالمي للأبحاث.
- مركز اللغة والثقافة التخصصي.
- ممثليات جامعة المصطفى في طهران، ومشهد، وأصفهان، وجرجان، وقشم.
- المعاهد الدراسية الخاصة بأسر الطلاب.

إنّ لجامعة المصطفى في بعض البلدان ممثليات ومؤسسات دراسية تابعة وملحقة، من جملتها كلية لندن الإسلامية، وكلية اندنوسيا الإسلامية، وجامعة غانا الإسلامية. كما توجد مجموعة من مراكز التعليم العالي، تعمل تحت إشراف جامعة المصطفى، من جملتها: جامعة آل البيت، وحوزة الأطهار، ومدرسة السبطين، ومدرسة الشهيد الصدر. وتتعاون جامعة المصطفى أيضاً مع مجموعة من المدارس والمؤسسات الدراسية والحوزوية في بعض البلدان.

## شعب الجامعة
لها شعب مختلفة في بعض المدن الإيرانية مثل طهران ومشهد وأصفهان وجرجان وقشم وكذلك بعض البلدان مثل جنوب أفريقيا وألبانيا وألمانيا وأفغانستان وإندونيسيا وإنجلترا وأوغندا والبرازيل وبلغاريا وبنغلاديش وبوركينا فاسو والبوسنة والهرسك وبنين وباكستان ودنمارك وتنزانيا وتايلاند وتوغو واليابان وساحل العاج والسويد والسنغال وسوريا وسيراليون والعراق وغانا والفلبين وقيرغيزستان وكازاخستان والكاميرون وكوسوفو وجمهورية الكونغو الديمقراطية وجزر القمر وغامبيا وجورجيا وغيانا وغينيا ولبنان ومدغشقر وملاوي وماليزيا ومالي وميانمار والنرويج والنيجر ونيجيريا والهند وغيرها.

## جامعة المصطفى المفتوحة
جامعة المصطفى المفتوحة، هي مؤسسة تعليم عن بعد، تأسست من أجل التعليم الافتراضي، في عام 2003 م؛ بهدف توسيع المعارف الإسلاميّة الشيعية، على الصعيد الدولي عن طريق (الإنترنت)، وتقدّم الجامعة المفتوحة، تعليمها الافتراضي، للراغبين بهذا النوع من التعليم في العالم.

## وصلات خارجية
الموقع الرسمي لجامعة المصطفى العالمية نسخة محفوظة 30 يوليو 2017 على موقع واي باك مشين.